# Halictus squamosus
Halictus squamosus là một loài Hymenoptera trong họ Halictidae. Loài này được Lebedev mô tả khoa học năm 1910.